# Памятник неизвестному водителю

Памятник с обратной стороны

Памятник «Неизвестному водителю» посвящён водителям, работавшим на Дороге жизни в период блокады Ленинграда. Находится в деревне Кобона Кировского района Ленинградской области на территории музея «Кобона. Дорога жизни».
Идея строительства памятника пришла в голову двум детям блокадного Ленинграда, некогда вывезенным из него по Дороге жизни — Никите Благово из Русского генеалогического общества и барду Александру Городницкому.
Памятник был спроектирован и установлен в рамках совместного проекта фонда Александра Городницкого и Музейного агентства Ленинградской области. Над памятником работали скульптор Александр Таратынов и архитектор Денис Ридер.
На строительство памятника собирались также и народные средства; к открытию памятника был выпущен информационный листок с именами всех, кто принял участие в финансировании установки памятника.
Памятник открыт 8 сентября 2020 года, хотя изначально планировалось, что он будет открыт к 75-летнему юбилею Победы.
Идея памятника родилась на основе стихотворения Александра Городницкого «Неизвестному водителю». Городницкий в 1942 году ребёнком был эвакуирован из блокадного Ленинграда, а позднее написал стихотворение, посвящённое этим событиям. Работа скульптора стала воплощением творческого переосмысления текста поэта.
В музее «Кобона. Дорога жизни» будут размещены фото, которые были получены авторами проекта в ходе работы над ним. Все они датируются годами войны и блокады. Также в ходе работы над памятником база данных музея была пополнена именами водителей, работавших на Дороге жизни. Всего в ходе работы были установлены имена 5400 водителей.

## Описание памятника
Памятник соединяет в себе три элемента — автомобиль ГАЗ-АА (полуторка), который массово использовался для эвакуации жителей блокадного Ленинграда, фигуру ребёнка, который находится сбоку от машины и смотрит в открытую дверь, и тетради, как символа того, что спустя время Городницкий написал своё стихотворение.
Автомобиль выполнен в виде силуэта, вырезанного из состаренного оржавленного листа металла, а фигура ребёнка — объёмная и полноростовая, отлита из бронзы.
Тетрадный лист со строчками стихотворения Городницкого «Неизвестному водителю» выполнен из зеркальной нержавеющей стали, по высоте превышает фигуру ребёнка и стоит вровень с силуэтом машины.
Памятник расположен таким образом, что ребёнок смотрит сквозь открытую дверь «полуторки» на церковь, на территории которой во время блокады находился эвакуационный пункт.